# پریما کاتگوریا
پریما کاتگوریا (ایتالیایی: Prima Categoria) هفتمین سطح (از ۱۵–۲۰۱۴) از فوتبال در ایتالیا می‌باشد. این سطح توسط کمیته‌های محلی سازماندهی شده به‌وسیله لیگا نازیوناله دیلتنتی اداره می‌شود. این سطح صورت منطقه‌ای برگزار می‌شود. تیم اول هر منطقه به لیگ بالاتر همان منطقه در سطح ششم (پروموتسیونه) صعود می‌کند. بنا بر قوانین محلی هر کدام از مناطق، در انتهای فصل چند تیم به سکوندا کاتگوریا که سطح هشتم است سقوط می‌کنند. این سطح از فوتبال ایتالیا کاملاً آماتوری است و در سطح محلی برگزار می‌شود.
از سال ۱۸۹۸ تا ۱۹۲۲ بالاترین سطح فوتبال در ایتالیا پریما کاتگوریا نام داشت که بعدها به پریما دیویسیونه و در نهایت سری‌آ تغییر نام داد. پریما کاتگوریای فعلی ارتباطی به آن عنوان ندارد و از سال ۱۹۵۹ تأسیس شده‌است.